# Joseph Raphson
Joseph Raphson var en engelsk matematiker. Föga är känt om hans liv, och även de exakta årtalen för hans födelse och död är osäkra. Av mathematikhistorikern Florian Cajori antas de vara 1648 respektive 1715. Raphson studerade i Cambridge, där han blev Master of Arts 1692. Han invaldes som Fellow of the Royal Society 30 november 1689, efter att ha blivit föreslagen av Edmund Halley.
Raphsons mest kända verk är Analysis Aequationum Universalis, som publicerades 1690. Det innehåller en numerisk metod, som numera går under namnet Newton-Raphsons metod, genom vilken man uppskattar en ekvations rötter. 
I sin bok De spatio reali, publicerad 1697, myntade han ordet panteism. Det blev senare populariserat av den irländske filosofen John Toland.